# Blechnum brassii
Blechnum brassii är en kambräkenväxtart som beskrevs av Edwin Bingham Copeland. Blechnum brassii ingår i släktet Blechnum och familjen Blechnaceae. Inga underarter finns listade.